# Zelená (Skalná)
Zelená (németül: Grün) Skalná településrésze Csehországban a Karlovy Vary-i kerület Chebi járásában. Központi községétől 1,5 km-re keletre fekszik. A 2001-es népszámlálási adatok szerint 3 lakóháza és 3 lakosa van.